# Meyerode

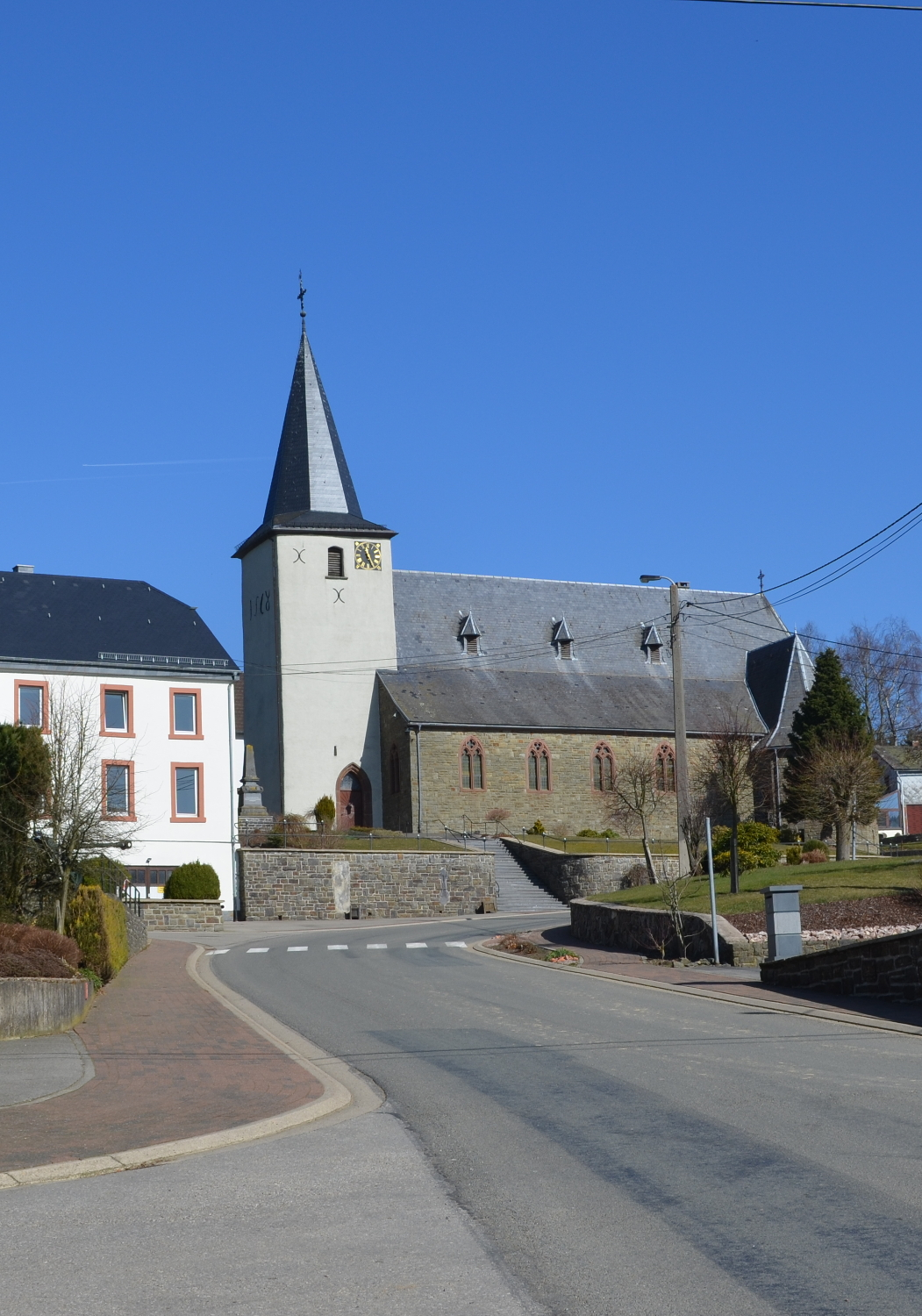
Kirche von Meyerode

Meyerode ist ein Dorf in der belgischen Eifel mit 410 Einwohnern (Stand: 31. Dezember 2023), das zur Gemeinde Amel in der Deutschsprachigen Gemeinschaft gehört.

## Geografie
Meyerode liegt fünf Kilometer südöstlich vom Ameler Kernort entfernt am Westrand des deutsch-belgischen Naturparks Hohes Venn-Eifel. Die Staatsgrenze verläuft südöstlich in sieben Kilometer Entfernung.

## Geschichte
Die Ortschaft Meyerode wurde erstmals im Jahre 1319 urkundlich erwähnt wird, seine Ursprünge liegen allerdings vermutlich in der Zeit zwischen dem 10. und dem 14. Jahrhundert. Nach einer ehemaligen Glockeninschrift mit der Jahreszahl 1401 zu urteilen, ist seit spätestens diesem Zeitpunkt eine Kirche in Meyerode anzunehmen. Von dieser könnte der noch existierende Turm der inzwischen neugotisch gestalteten Kirche stammen, möglicherweise stammt auch das Langhaus aus dieser Zeit, da dessen Mauern wesentlich dicker sind als die des Chores. Die Rotsandsteinfenster des Langhauses sind in ihrem ursprünglich gotischen Zustand erhalten. Die Sankt-Martinus Kirche steht seit 1960 unter Denkmalschutz.
Bis zur Gemeindefusion 1977 war Meyerode Hauptort der gleichnamigen Gemeinde, die darüber hinaus aus den Dörfern und Weilern Medell, Wallerode, Herresbach und Eiterbach bestand. Die Gemeinde Meyerode hatte damals 1100 Einwohner.
Von 1995 bis 1998 war Meyerode Austragungsort des Alive Festivals, das viele Jahre zu den größten Veranstaltungen in der Region zählte.

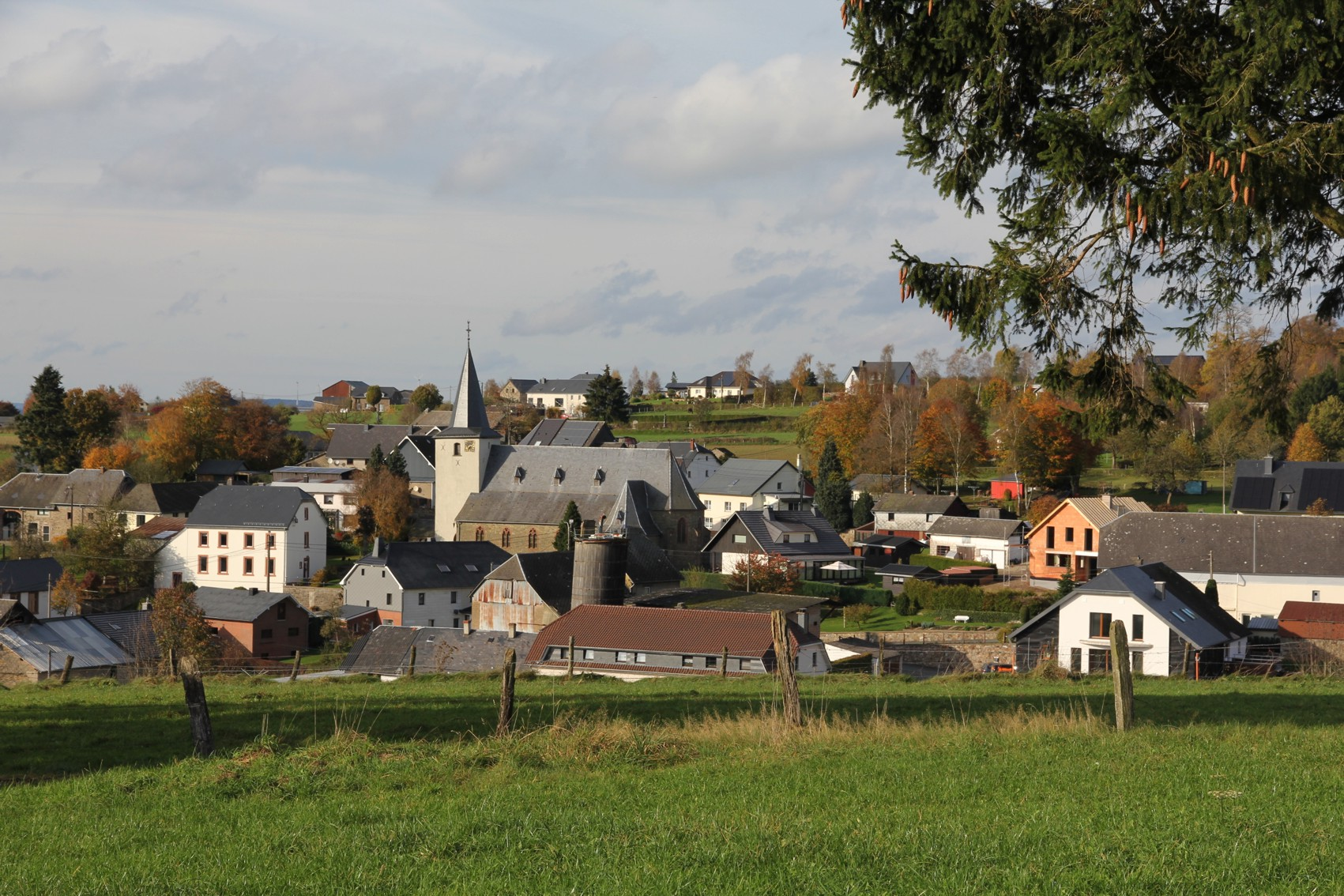
Ortsansicht Meyerode

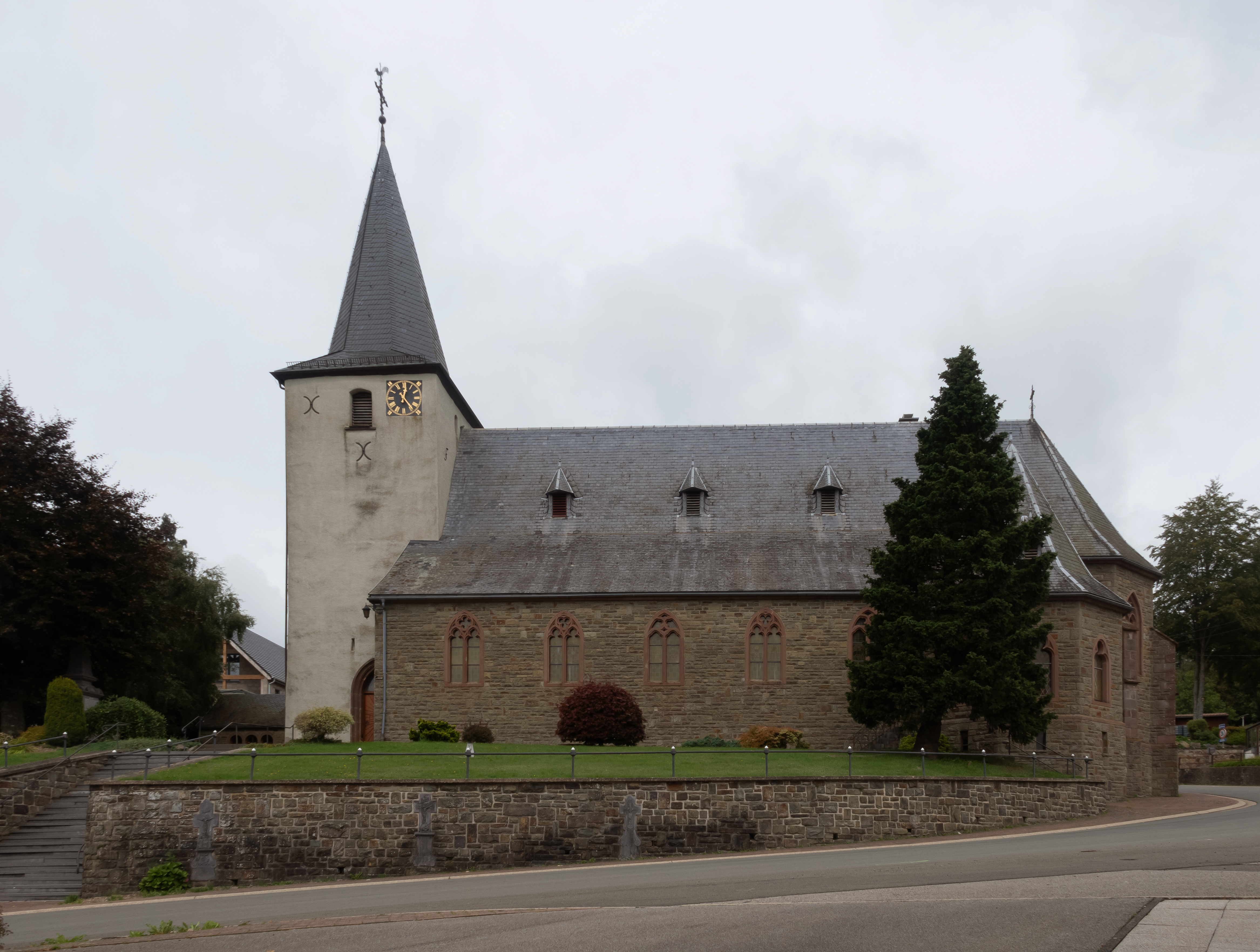
Meyerode, die Sankt Martin Kirche